# Plagiozopelma medivittatum
Plagiozopelma medivittatum är en tvåvingeart som beskrevs av Daniel J. Bickel och Wei 1996. Plagiozopelma medivittatum ingår i släktet Plagiozopelma och familjen styltflugor.
Artens utbredningsområde är Yunnan (Kina). Inga underarter finns listade i Catalogue of Life.